# 塞斯维尔
塞斯维尔（法語：Cesseville，法語發音：[sɛsvil]）是法国厄尔省的一个市镇，位于该省中北部，属于埃夫勒区。

## 地理
塞斯维尔（49°10'51"N, 0°58'40"E）面积6.57 平方千米，位于法国诺曼底大区厄尔省，该省份为法国北部内陆省份，北起滨海塞纳省，西接奧恩省和卡爾瓦多斯省，南至厄尔-卢瓦省，东临瓦兹省、瓦兹河谷省和伊夫林省。
与塞斯维尔接壤的市镇（或旧市镇、城区）包括：克雷斯托、克里克伯夫-拉康帕涅、埃克托、伊维尔、马尔伯夫、圣奥班代克罗斯维尔。

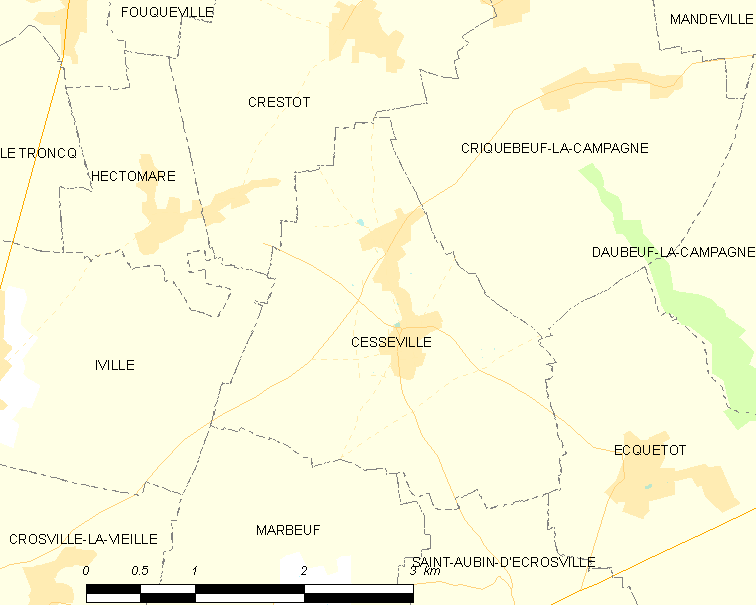
塞斯维尔的OSM定位图

塞斯维尔的时区为UTC+01:00、UTC+02:00（夏令时）。

## 行政
塞斯维尔的邮政编码为27110，INSEE市镇编码为27135。

## 政治
塞斯维尔所属的省级选区为勒讷堡县。

## 人口

1962-2008年间塞斯维尔人口变化图示

塞斯维尔于2022年1月1日时的人口数量为443人。